# Centro Ciência Viva do Alviela - Carsoscópio

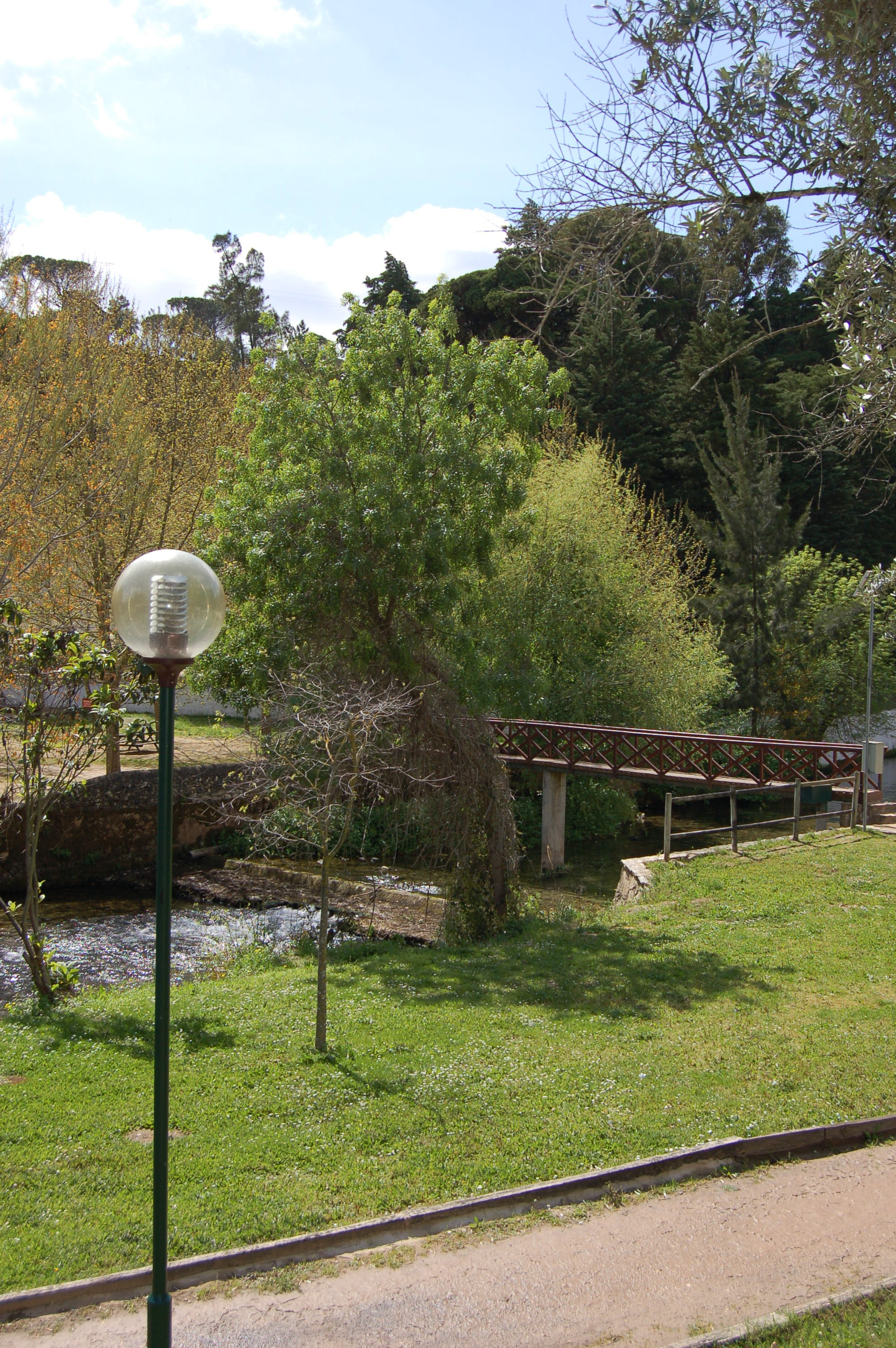
Zona envolvente.

O Centro Ciência Viva do Alviela - Carsoscópio localiza-se na Louriceira, na atual Freguesia de Malhou, Louriceira e Espinheiro, Município de Alcanena, no Distrito de Santarém, em Portugal. Na fronteira das províncias da Estremadura e do Ribatejo, encontra-se junto à nascente do rio Alviela, uma das mais importantes nascentes cársicas de Portugal, e da Praia Fluvial dos Olhos de Água do Alviela, um espaço de lazer com parque de merendas, parque infantil, parque de campismo, restaurante, circuito de manutenção e vários percursos pedestres e de BTT.
O Centro Ciência Viva do Alviela é um espaço interativo de divulgação científica e tecnológica, o 17º integrante da rede Ciência Viva.

## História
Foi inaugurado em 15 de dezembro de 2007 pelo presidente da República, Aníbal Cavaco Silva, e pelo ministro da Ciência, Tecnologia e Ensino Superior, José Mariano Gago. Encontra-se sob a responsabilidade do município de Alcanena.
No interior do edifício encontra-se uma exposição interativa permanente, dividida em três partes: o Geódromo, o Carso e o Quiroptário. O edifício dispõe ainda de auditório, sala de formação, centro de alojamento, receção e loja.
Além da exposição permanente, o Centro atua como dinamizador de exposições temporárias, eventos científicos e atividades lúdico-pedagógicas de interior e exterior.
A implementação do Centro valeu ao município de Alcanena o prémio "Geoconservação 2010", outorgado pela Associação Europeia para a Conservação do Património Geológico com o apoio da National Geographic-Portugal. Instituída em 2004, essa premiação contempla projetos desenvolvidos pelas autarquias portuguesas vocacionados para a preservação, estudo e valorização do património geológico.
O Centro Ciência Viva do Alviela foi também um dos 26 bens culturais, no Médio Tejo, certificado pela Herity (entidade internacional, reconhecida pela UNESCO, para a avaliação e certificação da qualidade na gestão do património cultural em todo o mundo).
Entre 2007, data de sua abertura ao público, e 2016, o Centro recebeu mais de 120 mil visitantes.

## Exposição permanente

### Geódromo
O Geódromo é um simulador de realidade virtual com 16 lugares, que faz uma viagem no tempo ao longo de 175 milhões de anos, permitindo observar a evolução geológica do Maciço Calcário Estremenho - o mais importante do país - desde a época dos dinossauros até à aos nossos dias. As áreas do conhecimento científico aqui abordadas compreendem:
- Geologia
- Geomorfologia
- Paleontologia
- Paleoclimatologia
- Hidrogeologia
- Espeleologia
- Física
- Química
- Geografia
- Astronomia

### Carso
No Carso, é possível viajar em 3D sobre a zona que envolve a nascente do Alviela e desvende os percursos subterrâneos da água. Nesta exposição é também possível, através de módulos interativos, fazer chover sobre o carso e observar a circulação subterrânea das águas da chuva. Observe também o que acontece quando um camião cisterna derrama gasolina sobre uma região calcária. As áreas do conhecimento científico aqui abordadas compreendem:
- Climatologia
- Meteorologia
- Hidrogeologia

### Quiroptário
O Quiroptário é um conjunto de módulos interativos sobre morcegos, um dos símbolos das regiões cársicas devido à quantidade e diversidade de grutas existentes. Os módulos permitem aos visitantes desfazer alguns dos mitos relacionados com estas espécies notívagas, bem como conhecer melhor o seu modo de vida e as características que os tornam tão peculiares, como por exemplo repousarem de cabeça para baixo ou orientarem-se através do eco. As áreas do conhecimento científico aqui abordadas abrangem:
- Biologia
- Zoologia
- Ecologia
- Etologia

## Parceiros
- Ciência Viva - Agência Nacional para a Cultura Científica e Tecnológica
- Câmara Municipal de Alcanena
- Instituto da Conservação da Natureza e das Florestas (ICNF)
- Escola Superior de Tecnologia e Gestão do Instituto Politécnico de Leiria (ESTG-IPL)